# Antonio Caliendo
Antonio Caliendo – włoski wydawca, agent sportowy, założyciel i prezes World Champions Club (WCC) oraz Golden Foot, przedsiębiorca i doradca sportowy. Były właściciel Queens Park Rangers – klubu piłkarskiego grającego w angielskiej Premiership.

## Kariera
Urodzony w 1944 w niedaleko Neapolu, Antonio Caliendo rozpoczął pracę jako młody agent w wydawnictwie De Agostini. Kilka lat później, otworzył własne wydawnictwo. Twórca książek opisujących historię wielkich sportowców z lat 70., między innymi włoskiego tenisisty Adriano Panatta. 16 grudnia 1977 roku pomocnik Acf Fiorentiny, piłkarz reprezentacji narodowej Włoch Giancarlo Antognoni podpisał prawdopodobnie pierwszy w historii kontrakt na reprezentowanie swoich interesów przez Antonio Caliendo. We Włoszech przez wielu ekspertów jest to oceniane jako narodziny zawodu Agenta Sportowego.
Od 1979 roku Caliendo skupia się głównie na pracy Agenta Sportowego piłkarzy. Pod koniec lat osiemdziesiątych miał podpisane umowy ze 140 piłkarzami, których interesy reprezentował na wszystkich kontynentach. W 1990 roku podczas finału mistrzostw świata w piłce nożnej, rozgrywanego w Rzymie pomiędzy Niemcami i Argentyną, 12 z 22 piłkarzy na boisku było klientami Caliendo.
Na liście piłkarzy reprezentowanych przez Antonio Caliendo można znaleźć takie nazwiska jak:
- Aldair
- Roberto Baggio
- Dunga
- Ramon Diaz
- Daniel Passarella
- Salvatore Schillaci
- David Trezeguet
- Zbigniew Boniek
- Władysław Żmuda
- Emmanuel Olisadebe

W 2004 roku wykupił wraz z długami londyński klub Queens Park Rangers Football Club, przejmując pakiet kontrolny akcji i stając na czele zarządu. W 2008 roku przyjął ofertę Flavio Briatore i sprzedał swój pakiet kontrolny akcji, rezygnując jednocześnie ze stanowiska prezesa klubu QPR FC.
Caliendo to założyciel World Champions Club, pod którego szyldem reprezentuje swoich piłkarzy. Twórca i prezes Golden Foot (nagroda dla najlepszego piłkarza planety przyznawana przez kibiców). Swoją wiedzą i doświadczeniem jest doradcą wielu klubów sportowych i piłkarzy.